# Dehradun

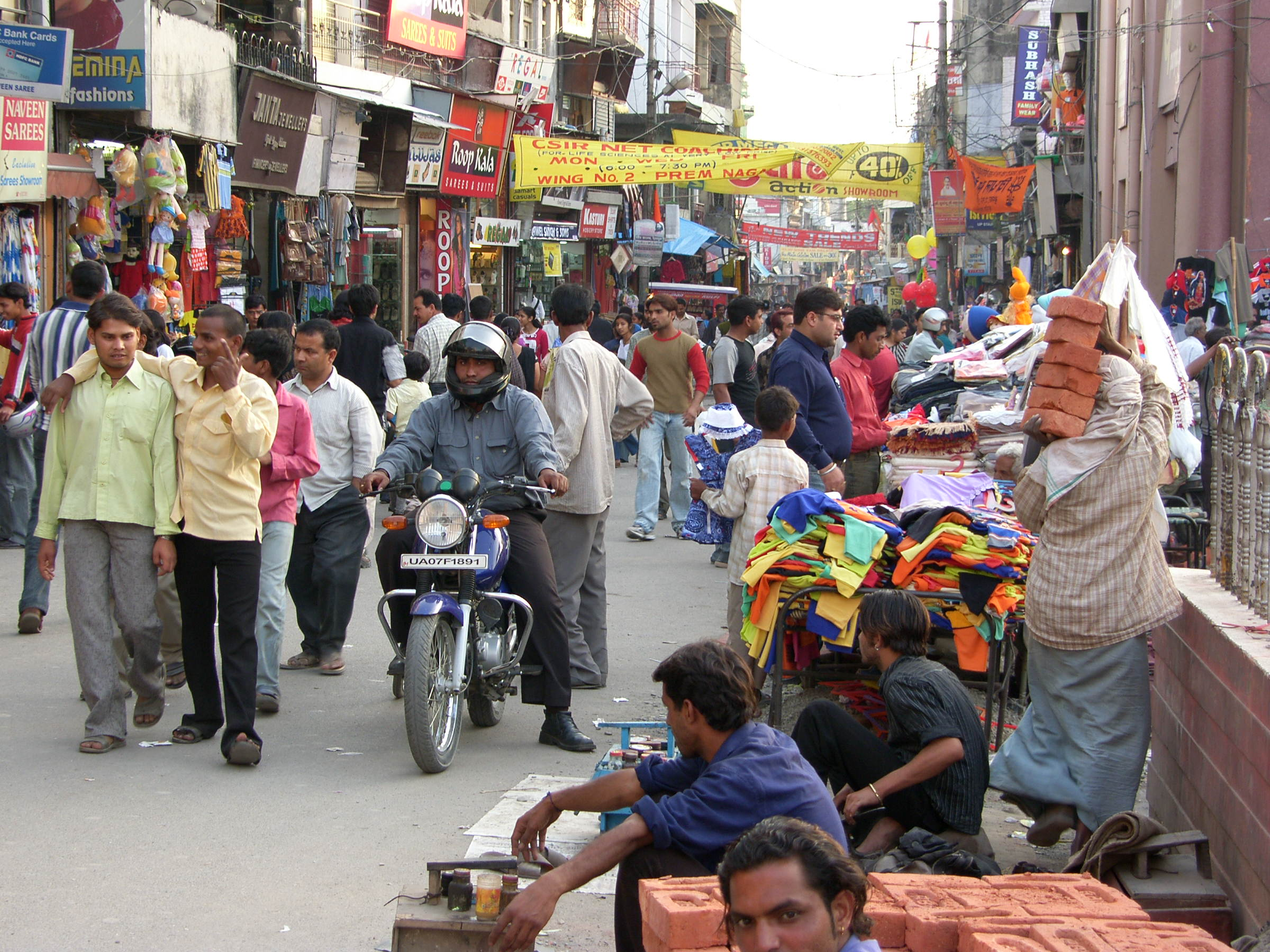
Gatuliv i centrala Dehradun.

Dehradun är huvudstad i den norra indiska delstaten Uttarakhand och är belägen i Dundalen nära Mussooriebergen, en utlöpare från Himalaya. Staden är även administrativ huvudort för ett distrikt med samma namn. Folkmängden uppgick till 569 578 invånare vid folkräkningen 2011, med förorter 706 124 invånare.
Innan britterna tog över i april 1815 var Dehradun ett viktigt centrum för Garhwalhärskarna.